# Nepomucena Piasecka
Nepomucena Piasecka, z domu Rajewicz (ur. w październiku 1860 w Czarnym Piątkowie, zm. 11 kwietnia 1950 w Krakowie) – matka pięciorga dzieci, strajkujących we Wrześni w 1901 roku przeciw germanizacji szkół, a głównie przeciw modlitwie i nauce religii w języku niemieckim. Za sprzeciw wobec bicia uczniów została skazana aż na 2,5 roku więzienia (najsurowszy wyrok), kary nie odbyła uciekłszy  do Lwowa. Ostatnie dni życia spędziła w Krakowie.

## Życiorys
Nepomucena mieszkała wraz z mężem, Marcelim Piaseckim, pięciorgiem dzieci oraz osiemdziesięcioletnią matką, Wiktorią Rajewicz (z domu Ołdakowską) we Wrześni. Zauważając ślady katowania potomstwa w szkole postawiła się przeciw pruskim nauczycielom i w rezultacie, na mocy wyroku sądu w Gnieźnie, została skazana na 2,5 roku pozbawienia wolności. Nie stawiła się na wezwanie więzienne 25 maja 1902 i uciekła z Wrześni. Z powodu słabej znajomości języka niemieckiego bardzo trudno było jej podróżować, jednak Ignacy Janicki, współpracujący z Komitetem Pomocy pomógł jej dostać się za granicę zaboru pruskiego i zamieszkać we Lwowie, gdzie założyła własną pralnię. 
Została pochowana na cmentarzu wojskowym przy ul. Prandoty w Krakowie.